# Сетон, Александр (алхимик)
Александр Се́тон (англ. Alexander Sethon); также Сетониус (лат. Setonius; ум. 1604) — прославленный шотландский эзотерик, алхимик и герметист, прозванный «Космополитом» из-за постоянных странствий.
Саксонский курфюрст Кристиан II, прослышав, что Сетон овладел алхимической трансмутацией и обладал философским камнем, приказал взять того под стражу (1602) и пытать, однако безуспешно. Сетон получил свободу благодаря своему ученику и последователю, поляку Михалу Сендзивому, известному под латинским именем Sendivogius. Но истерзанный Сетон вскоре умер (1604).
Труды Сетона-Космополита опубликованы посмертно:
- «Новый свет химии» («Novum lumen chymicaum de lapide Philosophorum»; Прага, 1610);
- «De Lapide Philosophorum tractatus duodecim» (Франкфурт, 1611)